# 费振刚
费振刚（1935年4月2日—2021年3月22日），辽宁辽阳人，中华人民共和国文学史家，原北京大学中国语言文学系教授、系主任。妻子冯月华。

## 生平
1960年，毕业于北京大学中文系；历任北京大学中文系助教、讲师、副教授、教授，中文系主任。1961年至1963年，与游国恩、王起、季镇淮、萧涤非共同主编《中国文学史》。曾任《中国大百科全书·中国文学》编委会委员、秦汉魏晋南北朝分类编写组副主编。2002年，应邀担任广西大学梧州分校中文系（现梧州学院）教授。